# 三河农场
三河农场，是中华人民共和国江苏省淮安市盱眙县下辖的一个类似乡级单位。

## 行政区划
下辖以下地区：
三河农场虚拟生活区。